# Liudmîla Luzan
Liudmîla Luzan (n. 27 martie 1997, Ivano-Frankivsk, Ucraina) este o canoistă ce a reprezentat Ucraina, medaliată olimpică. A participat la 2 ediții ale Jocurilor Olimpice (2020, 2024) în care a câștigat o medalie de argint.